# Medicine Lodge
Medicine Lodge est la plus grande ville et siège du comté de Barber dans l'État du Kansas, aux États-Unis.
Elle est située le long de la rivière Medicine Lodge, non loin de la frontière sud de l'État avec l'Oklahoma.

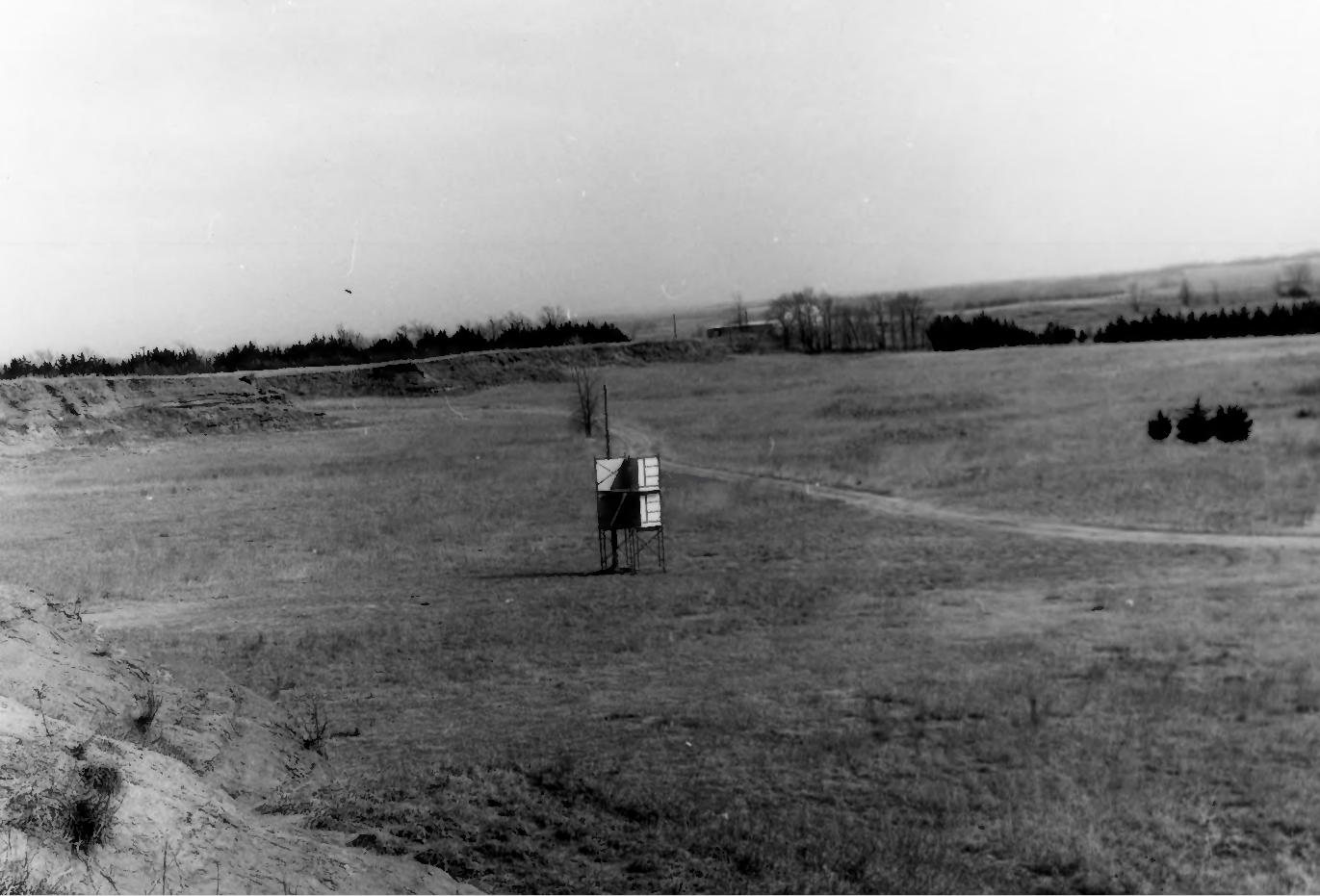
Amphithéâtre naturel au Site du traité de paix de Medicine Lodge (1969)

## Histoire
Signature du traité de Medicine Lodge en octobre 1867, entre le gouvernement fédéral des États-Unis et plusieurs peuples amérindiens du Sud des Grandes Plaines.

## Personnalités liées à la commune
- Carrie Nation (1846-1911), militante anti-alcool américaine.
- Dorothy DeLay (1917–2002), violoniste américaine.
- Martina McBride (1966), chanteuse de country américaine.